# توب غير أستراليا (موسم 1)
توب غير أستراليا 1 (بالإنجليزية: Top Gear Australia)‏ هو السلسلة الأولى من برنامج تلفزيوني أسترالي يهتم بالمركبات، أنتج على غرار سلسلة توب غير البريطانية، تم إنتاجه في أستراليا. بدأ عرضه في سنة 2008. بلغ عدد حلقاته 8 حلقات، تم بث المسلسل لأول مرة بتاريخ 29 سبتمبر 2008 بينما تم بث آخر حلقة منه بتاريخ 17 نوفمبر 2008. ونظراً للنجاح الذي لاقته السلسلة تم بث سلسلة ثانية في عام 2009.